# Traian Băsescu
Traian Băsescu (n. 4 noiembrie 1951, Basarabi, Constanța, România) este un politician român, fost președinte al României între 2004 și 2014. Anterior, din iunie 2000 până în decembrie 2004, a fost primar general al municipiului București, ales din partea PD. 
În 2001 a câștigat în cursul alegerilor interne președinția Partidului Democrat, înlocuindu-l pe Petre Roman. A fost copreședinte al Alianței Dreptate și Adevăr, formată din PNL și PD în 2003. În urma retragerii lui Theodor Stolojan (PNL) din cursă, Traian Băsescu (PD) a devenit candidatul Alianței DA pentru președinția României.
La alegerile prezidențiale din 2009 a fost reales președinte al României pentru un mandat de 5 ani, învingându-l pe Mircea Geoană (PSD).
La 1 ianuarie 2007, în timpul mandatului său de președinte, România a aderat la Uniunea Europeană.

## Tinerețea și cariera
Traian Băsescu s-a născut pe 4 noiembrie 1951 în casa familiei din Basarabi, regiunea Constanța, fiind moșit de cele două bunici. Mama sa, Elena, s-a născut în 1929 și a copilărit alături de opt frați în Basarabi. Tatăl său, Dumitru Băsescu, s-a născut în 1925 și era originar din satul Podu Hagiului, comuna Gorban, Iași, de profesie muncitor, selectat de Partidul Comunist Român pentru a absolvi o școală militară. Dumitru Băsescu a terminat în 1949 cursurile Școlii de Ofițeri de la Sibiu, unde a fost coleg cu Victor Stănculescu și Vasile Milea, avansați în timpul regimului comunist la gradul de general, cu funcții cheie în guvernul Constantin Dăscălescu. Tatăl și mama lui Traian Băsescu s-au cunoscut după ce tânărul ofițer Băsescu a fost repartizat în 1949 la Regimentul 18 de Tancuri din Basarabi.
În 1953 s-a născut Mircea Băsescu, fratele lui Traian Băsescu. În 1957 Dumitru Băsescu, în urma unei avansări, a fost transferat la o unitate militară din Iași. La Iași Traian Băsescu a terminat școala primară, iar primul an de gimnaziu l-a urmat la Liceul Costache Negruzzi. În 1963 familia Băsescu se mută la Bacău datorită detașării tatălui său, colonel de armată, la o unitate din oraș. Acolo Traian Băsescu fost elev al Școlii Numărul 5 (Școala Generală „Alexandru cel Bun”) și al „Liceului Lucrețiu Pătrășcanu” (în prezent Colegiul Național „Gheorghe Vrănceanu”).
În privința originii etnice au fost înaintate cea evreiască, de către Corneliu Vadim Tudor, și cea tătărească, de către Adrian Severin. Vadim Tudor a explicat că Dumitru Băsescu, născut într-o localitate de lângă Bacău, ar fi tatăl adoptiv al fraților Traian și Mircea, iar cel biologic evreu și-a părăsit soția, tot evreică, și copiii și a plecat din țară.
Potrivit unor relatări din presă și a unei declarații proprii din 2012, între anii 1969 și 1973 Traian Băsescu a lucrat a profesor suplinitor la o școală din comuna Cleja, Bacău, informația nefiind menționată într-o biografie oficială sau interviu. La Universitatea de Vară de la Băile Tușnad din 2009 a declarat că ar cunoaște foarte bine comuna.
Traian Băsescu a absolvit în anul 1976 Institutul de Marină Mircea cel Batrân din Constanța, Facultatea de Navigație, Secția Comercială. S-a căsătorit cu Maria Băsescu, cu care are două fete, Ioana, născută în 1977, și Elena, în 1980. În anul 1995 a absolvit cursurile avansate în Industria Transportului Maritim ale Academiei Norvegiene, ca bursier al acestui stat. Tatăl său, Dumitru Băsescu, a decedat în 2002, în urma unei afecțiuni cardiace, iar mama sa, Elena Băsescu, în 2010.

## Activitate profesională și politică
Între 1981-1987 a fost comandant de navă în cadrul flotei comerciale a RSR. A fost membru al Partidul Comunist Român. După căderea comunismului a declarat că s-a înscris în PCR doar pentru a putea face carieră în marina comercială. În perioada 1984-1987 a fost comandantul petrolierului Biruința. Începând cu 1987 a făcut parte din reprezentanța Navrom la Anvers. În anul 1989 a devenit director general al Inspectoratului pentru Navigație Civilă în cadrul Ministerului Transporturilor, în cabinetul Dăscălescu, funcție pe care a îndeplinit-o până la Revoluția din 1989.
În aceste calități, Traian Băsescu a colaborat cu Securitatea, care i-a stabilit numele de cod Petrov, fapt dovedit de Consiliul Național pentru Studierea Arhivelor Securității (CNSAS) de constatare a calității de colaborator pentru fostul președinte al României. În 1975, el a dat informații despre un marinar care, credea el, este probabil să fugă din țară; și despre un coleg despre care a informat Securitatea că a avut relații cu femei din Cehoslovacia. CNSAS a concluzionat în 2022 că aceste note constituie colaborare cu activitatea de poliție politică a Securității, iar Înalta Curte de Casație și Justiție a confirmat acest verdict.
În primul guvern de după decembrie 1989, Guvernul Petre Roman (1), a ocupat funcția de subsecretar de stat în Ministerul Transporturilor. A fost numit în funcția de ministru al transporturilor în guvernele Petre Roman(2) (1991) și Guvernul Theodor Stolojan (1991–1992). A făcut parte din consiliul de administrație al firmei Astra Vagoane Călători Arad, pentru o perioadă, în 1992.
La alegerile legislative din 1992 a fost ales deputat de Vaslui din partea FSN (1992– 1996). În cadrul parlamentului a deținut funcția de vicepreședinte al Comisiei de Industrie și Servicii a Camerei Deputaților, pe durata întregului mandat.
În 1996 a fost director coordonator al campaniei electorale a lui Petre Roman, candidatul Partidului Democrat la președinția țării. Deși Petre Roman nu a intrat nici în turul al doilea, în urma victoriei lui Emil Constantinescu asupra lui Ion Iliescu, PDSR a pierdut puterea și s-a format o coaliție între CDR și PD. Astfel Traian Băsescu, care la alegerile parlamentare simultane câștigase și un mandat de deputat pentru PD în Vaslui (1996–2000, pe listele Uniunii Social-Democrate) a fost numit din nou ministrul al transporturilor, de data aceasta în Guvernul Victor Ciorbea (1996–1998). A fost ministrul transporturilor și în guvernele Guvernul Radu Vasile (1998–1999) și în Guvernul Mugur Isărescu (1999–2000).
În iunie 2000, Traian Băsescu a participat din partea PD la alegerile pentru Primăria Municipiului București, câștigând mandatul de primar general, pe care l-a deținut până în decembrie 2004. După ce fusese președinte al Organizației Partidului Democrat al Municipiului București (2000–2001), în mai 2001 a câștigat președinția Partidului Democrat, înfrângându-l în cadrul congresului pe Petre Roman. Mandatul de primar general a coincis cu guvernarea Adrian Năstase, stilul combativ al lui Traian Băsescu și desele conflicte cu majoritatea de stânga din Consiliul General al Municipiului București crescându-i notorietatea la nivel național.

### Lider al Partidului Democrat (PD)
După alegerile din 2000, Partidul Democrat a trecut în opoziție, dar filonul social-democrat de centru-stânga pe care se situa oferta sa electorală a devenit din ce în ce mai mult exploatat de Partidul Democrației Sociale din România (PDSR), care a adoptat o atitudine mai moderată sub președinția lui Adrian Năstase și a atras într-o fuziune și fostul partener de alianță al Democraților, PSDR-ul lui Sergiu Cunescu. Relansarea partidului a pornit de la candidatura primarului Traian Băsescu pentru președinția PD. El a considerat că singura modalitate de a relansa partidul a fost opoziția fermă, fără compromisuri, față de PDSR și succesorul acestuia, PSD, în ciuda faptului că, nominal, ambele partide aveau aceeași doctrină și ambele făceau parte din Internaționala Socialistă și din Partidul Socialiștilor Europeni. Legitimat de victoria în alegerile pentru Primăria Capitalei, Băsescu apărea drept cel mai popular personaj al Partidului Democrat. El a intrat în opoziție față de Petre Roman, care era dispus la o colaborare condiționată cu PDSR. Băsescu a obținut organizarea Convenției Naționale în mai 2001, convenție în care a reușit să obțină și adoptarea moțiunii „România puternică – România Social Democrată” susținută de grupul său de promovare. În ciuda titlului moțiunii sale, alegerea lui Băsescu a marcat abandonarea doctrinei social-democrate și un viraj ferm spre dreapta politică. Sub conducerea lui Băsescu, PD a adoptat o retorică populistă anticomunistă, anti-corupție, anti-PDSR și pro-UE.
Organizatoric, Băsescu a mărit numărul de vicepreședinți de la 6 la 12 pentru a acoperi toate domeniile care interesau funcționarea partidului. Cu tot cu secretarii executivi și responsabilii regionali, Biroul Permanent Național a ajuns să cuprindă 45 de membri, față de cei 19 de dinainte de CNE. De fapt, cea mai importantă modificare a Statutului a constat în desființarea Consiliului Politic, structură care a blocat funcționarea BPN. Statutar, în termen de o lună de la CNE, la 15 iunie 2001 CNC a ales Biroul Permanent Național, actualmente aflat în funcție. Alegerile pentru conducerile locale și județene au avut loc în intervalul iulie – octombrie 2001. Prin Hotărâre C.N.C., la aceste alegeri candidaturile pentru ocuparea oricărei funcții în partid nu au fost condiționate de vechimea în partid. Fuziunea PANR la PD, decisă în BPN în 25 iunie 2001, a fost desăvârșită prin hotărâre judecătorească la 14 august 2001.

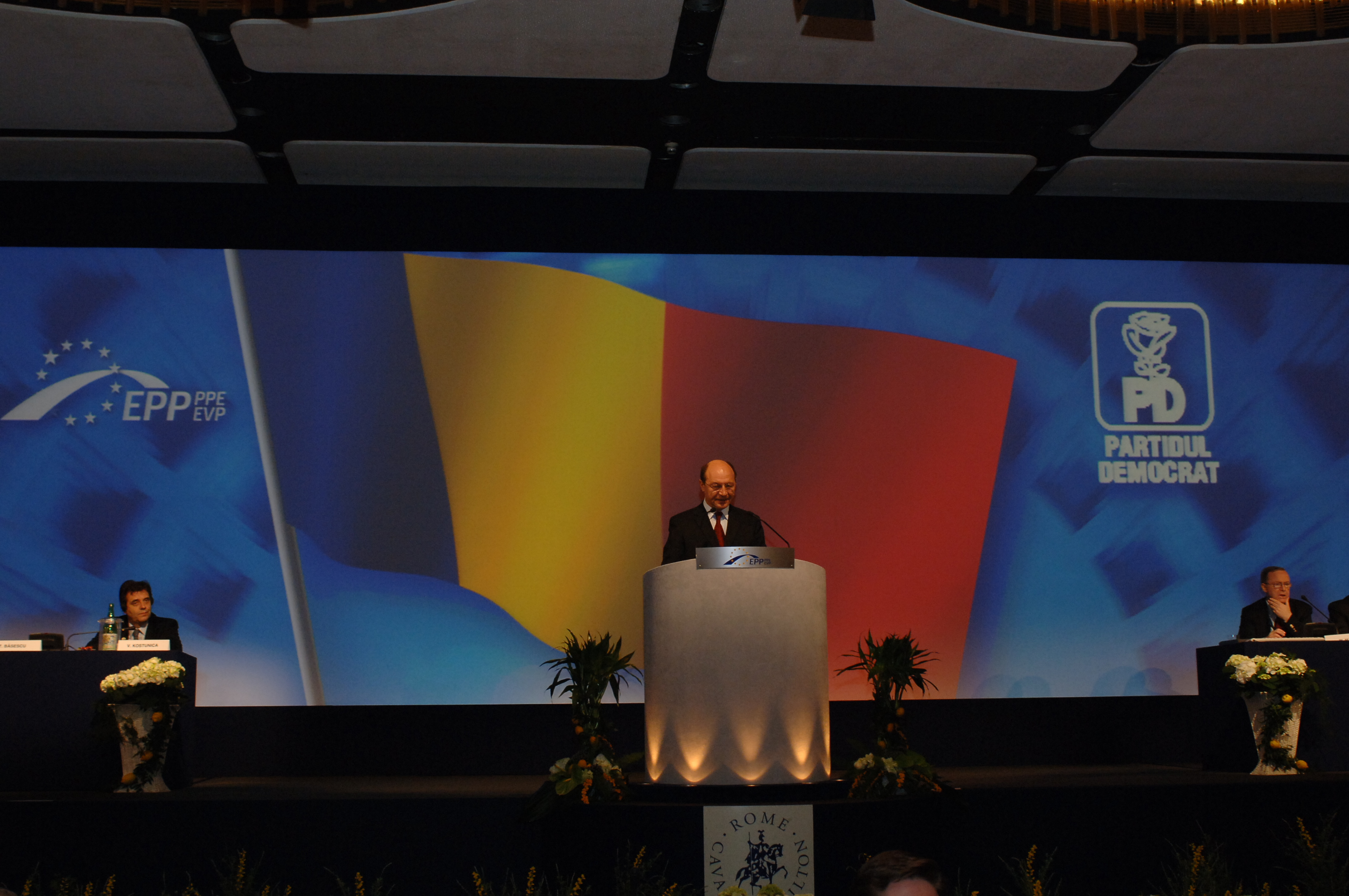
Băsescu vorbind la congresul PPE din 2006, după ce PD a aderat la popularii europeni

Pe măsură ce se contura o candidatură a lui Adrian Năstase la prezidențialele din 2004 – Ion Iliescu nu mai avea dreptul să candideze din nou – Partidul Democrat și Partidul Național Liberal, care reprezentau opoziția din parlament, au decis să formeze o alianță electorală. Astfel în 2003 devin copreședinți ai Alianței D.A (Dreptate și Adevăr) președinții celor două partide, urmând ca Theodor Stolojan să candideze pentru președinția țării, iar Traian Băsescu să fie numit premier. Din cauze neelucidate complet până astăzi, este anunțată într-o conferință de presă retragerea lui Stolojan, care este înlocuit de liberalul Călin Popescu Tăriceanu în PNL și la copreședinția Alianței D.A.

## Președinte al României (2004–2014)

### Primul mandat
La alegerile prezidențiale din decembrie 2004, Traian Băsescu a reușit să îl învingă pe Adrian Năstase în al doilea tur de scrutin, după ce în primul s-a clasat de pe a doua poziție. Pe 21 decembrie 2004 a depus jurământul în fața Camerelor Reunite ale Parlamentului României.

#### Guvernul Tăriceanu

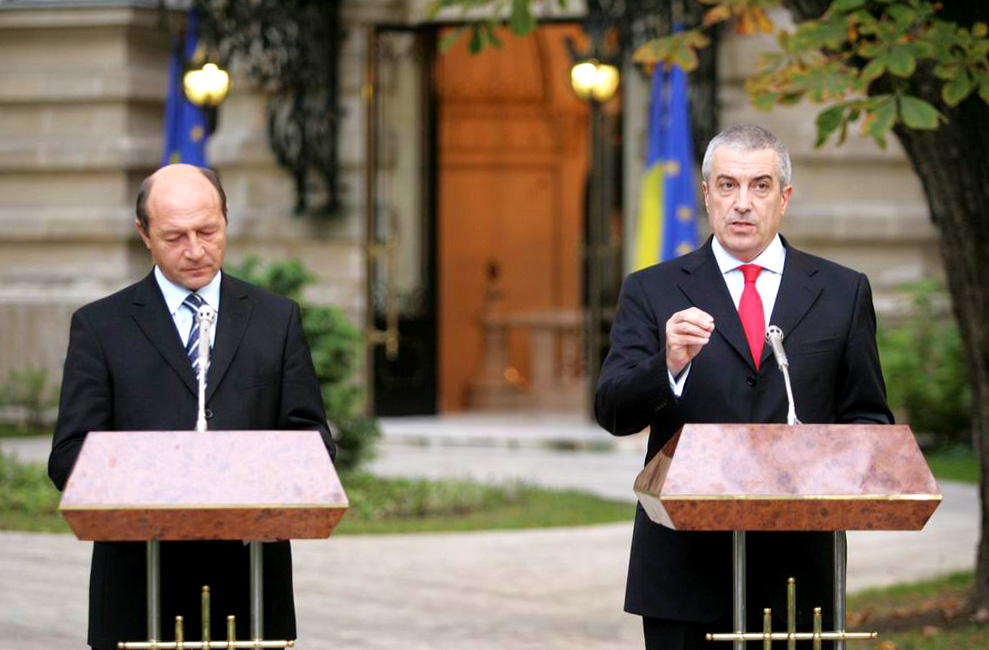
Băsescu cu Călin Popescu-Tăriceanu. Declarații de presă referitoare la Raportul de monitorizare al Comisiei Europene, 25 octombrie 2005

La sfârșitul anului 2004, după alegerile parlamentare,  Băsescu l-a numit pe Călin Popescu Tăriceanu prim-ministrul României, după ce a fost constituită majoritatea parlamentară, prin cooptarea Partidului Umanist Român la guvernare. La câteva luni după instalarea guvernului Tăriceanu, președintele Băsescu, datorită majorității fragile a coaliției în parlament, i-a cerut premierului Tăriceanu să demisioneze în vederea provocării alegerilor parlamentare anticipate pentru a se putea forma o majoritate confortabilă, necesară trecerii proiectelor de lege pentru aderarea în Uniunea Europeană. Deși inițial premierul acceptă un astfel de plan, la scurt timp hotărăște și declară că o astfel de decizie ar conduce la o instabilitate administrativo-politică indezirabilă în contextul aderării la UE. În aceste condiții, apar primele disensiuni în interiorul coaliției guvernamentale formată din Alianța D.A., PC și UDMR. Se formează două tabere, una care susține acțiunile președintelui, iar alta care acuză din ce în ce mai puternic implicarea președintelui în viața politică și în activitatea guvernului dincolo de limitele impuse funcției de Constituția României. La aceasta se adaugă doctrina declarată a lui Băsescu de a fi un președinte jucător, care nu asistă pasiv la derularea afacerilor politice, ci intervine activ în procesele politice. Traian Băsescu a acționat în diverse moduri care au stârnit nemulțumiri în rândul unora dintre actorii politici, mai puțin în rândurile partidului condus până la funcția de președinte de Traian Băsescu, PD.

##### Condamnarea comunismului
La impulsul regizorului Sorin Ilieșiu, Traian Băsescu a decis în 2006 să condamne comunismul și regimul comunist din România, însă s-a declarat incapabil să o facă în lipsa unei baze documentare. Astfel, l-a însărcinat în prima jumătatea a anului pe politologul Vladimir Tismăneanu să formeze o comisie care să elaboreze un raport, pe baza căruia urma să se facă condamnarea simbolică. Tismăneanu, un expert în comunism, provenind însuși dintr-o familie a nomenclaturii comuniste române, a alcătuit și a condus Comisia Prezidențială de Analiză a Dictaturii Comuniste din România, din care făceau parte personalități ale lumii academice și reprezentanți ai exilului românesc. În decembrie 2006, Băsescu a condamnat comunismul din România, într-un discurs ținut în Parlamentul țării, discurs care s-a bazat pe probele concrete oferite de raportul Comisiei Prezidențiale de Analiză a Dictaturii Comuniste din România, conduse de Vladimir Tismăneanu. Gestul președintelui a stârnit un scandal public de proporții foarte mari și reacții amestecate, de la elogii până la acuze că ar fi instrumentalizat trecutul în vederea obținerii de avantaje politice.

##### Prima suspendare

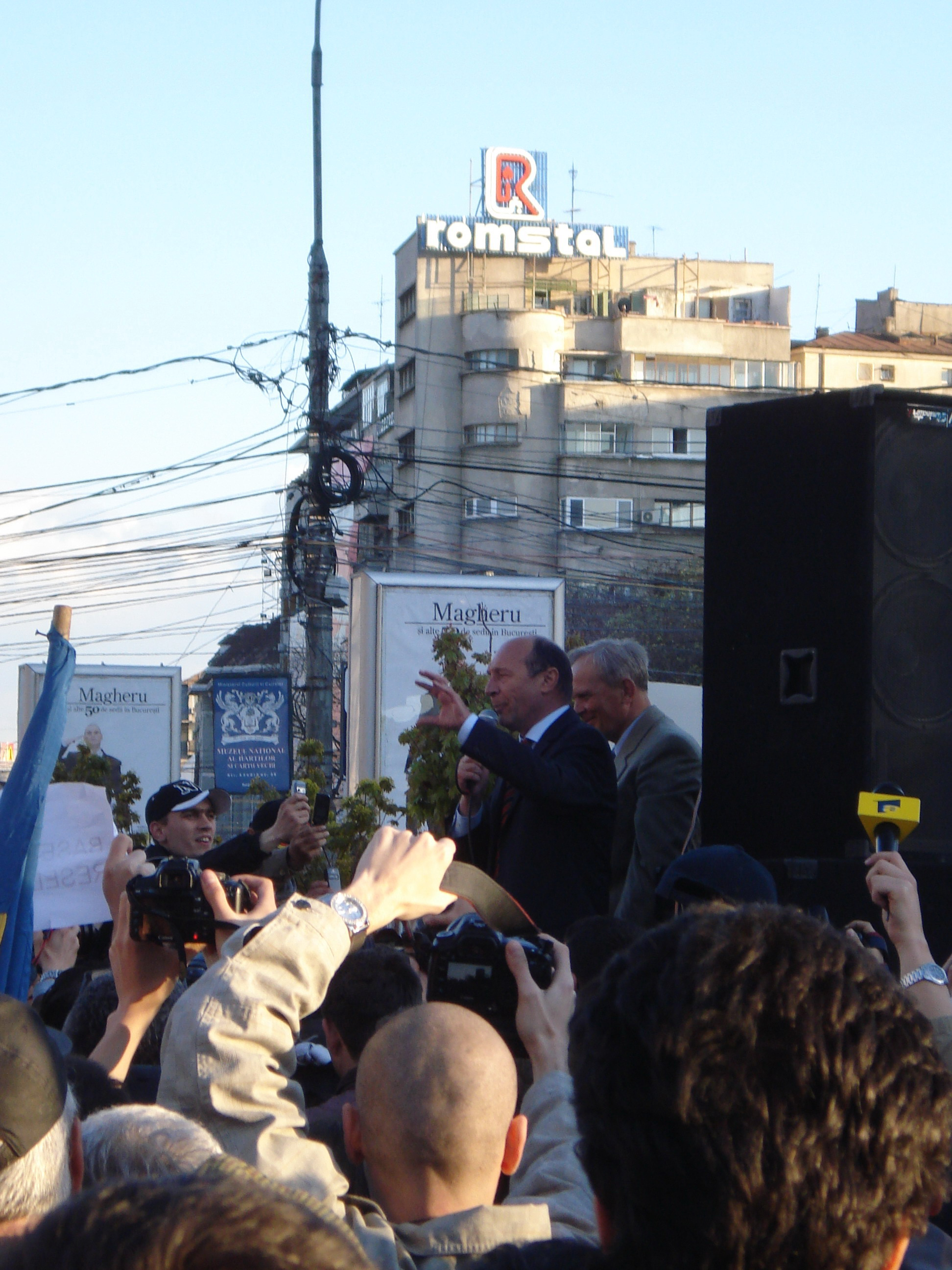
Traian Băsescu și Theodor Stolojan în Piața Universității (19 aprilie 2007)

Pe 18 ianuarie 2007, PSD a inițiat o acțiune pentru suspendarea președintelui Băsescu, pentru încălcări ale Constituției. În avizul din 5 aprilie 2007, Curtea Constituțională a României (CCR) s-a exprimat împotriva suspendării, argumentând că faptele incriminate nu au încălcat Constituția: „Propunerea de suspendare din funcție a domnului Traian Băsescu, Președintele României, inițiată de 182 deputați și senatori, prezentată în ședința comună a Camerei Deputaților și a Senatului pe 28 februarie 2007 și înaintată CCR la 21 martie 2007, se referă la acte și fapte de încălcare a Constituției, săvârșite în exercițiul mandatului, care, însă, prin conținutul și consecințele lor, nu pot fi calificate drept grave, de natură să determine suspendarea din funcție a Președintelui României, în sensul prevederilor art.95 alin.(1) din Constituție”.
Cu toate acestea, în ședința comună din 19 aprilie 2007 Parlamentul a votat pentru suspendarea lui Băsescu, cu 322 voturi pentru, 108 împotrivă, și 10 abțineri. Suspendarea a devenit efectivă în 20 aprilie 2007, după ce CCR a luat act de decizia Parlamentului României.
Ca urmare a Referendumului din 19 mai 2007 suspendarea Președintelui a încetat, acesta fiind reconfirmat cu un scor de 74,48% cei prezenți la vot (conform rezultatelor oficiale furnizate de Biroul Electoral Central). Prezența la referendumul pentru demiterea președintelui României a fost de 44,45%. Dan Voiculescu a prezidat comisia parlamentară pentru suspendarea președintelui în funcție, Traian Băsescu.
După prima suspendare, Traian Băsescu îl identifică pe Dan Voiculescu drept principalul său adversar. Dan Voiculescu este condamnat in 2014 la 10 ani închisoare. În ianuarie 2017, într-o înregistrare audio pe care Traian Băsescu o recunoaște ca fiind veridică, Băsescu recunoaște că știa sentința care urma să se pronunțe în dosarul în care Dan Voiculescu a fost condamnat, cu trei zile înainte ca aceasta să fie pronunțată, când la Curtea de Apel încă se mai judecau termene. Fapte confirmate ulterior și de Dan Andronic.

##### Guvernul Tăriceanu minoritar
După remanierea din 2007, guvernul Tăriceanu a rămas până la încheierea mandatului său în minoritate, fiind sprijinit în Parlament de Partidul Social Democrat.

#### Guvernul Emil Boc (1)
Alegerile parlamentare din 30 noiembrie 2008 le-au precedat pe cele prezidențiale cu un an, întrucât în urma modificării din 2003 a legii fundamentale, mandatul prezidențial durează cinci ani, față de cei patru ani ai mandatului legislativ. În urma acestui scrutin, desfășurat în premieră după un sistem de vot majoritar (cu elemente de realizare a proporționalității), numit eronat vot uninominal, PDL și PSD au obținut scoruri electorale similare. A fost nominalizat inițial Theodor Stolojan pentru formarea guvernului, însă acesta a renunțat după o zi la mandat.
Traian Băsescu l-a numit pe Emil Boc prim-ministru al României, după ce a fost constituită majoritatea parlamentară, printr-o alianță de guvernare între PD-L și PSD, convenită în urma semnării „Parteneriatului pentru România”.
Pe 2 octombrie 2009, Băsescu l-a destituit din funcția de ministru pe Dan Nica (PSD), ceea ce a provocat reacția promptă a social-democraților: demisia în bloc a tuturor membrilor guvernului desemnați de PSD. În urma demiterii Guvernului Boc de către parlament prin moțiune de cenzură pe 13 octombrie, Traian Băsescu l-a desemnat pe Lucian Croitoru în funcția de prim-ministru. Pe 6 noiembrie 2009, Băsescu, l-a desemnat pentru funcția de prim-ministru pe Liviu Negoiță (PD, PD-L), după ce Parlamentul nu a validat guvernul format de Lucian Croitoru.

### Al doilea mandat
La alegerile prezidențiale din 2009 a fost reales președinte al României pentru un nou mandat de 5 ani, învingându-l pe Mircea Geoană (PSD). Pe 21 decembrie 2009 a depus jurământul în fața Camerelor Reunite ale Parlamentului României.
Mandatul lui Traian Băsescu se termină pe 21 decembrie 2014.

#### Guvernul Emil Boc II

##### Declarații despre Regele Mihai

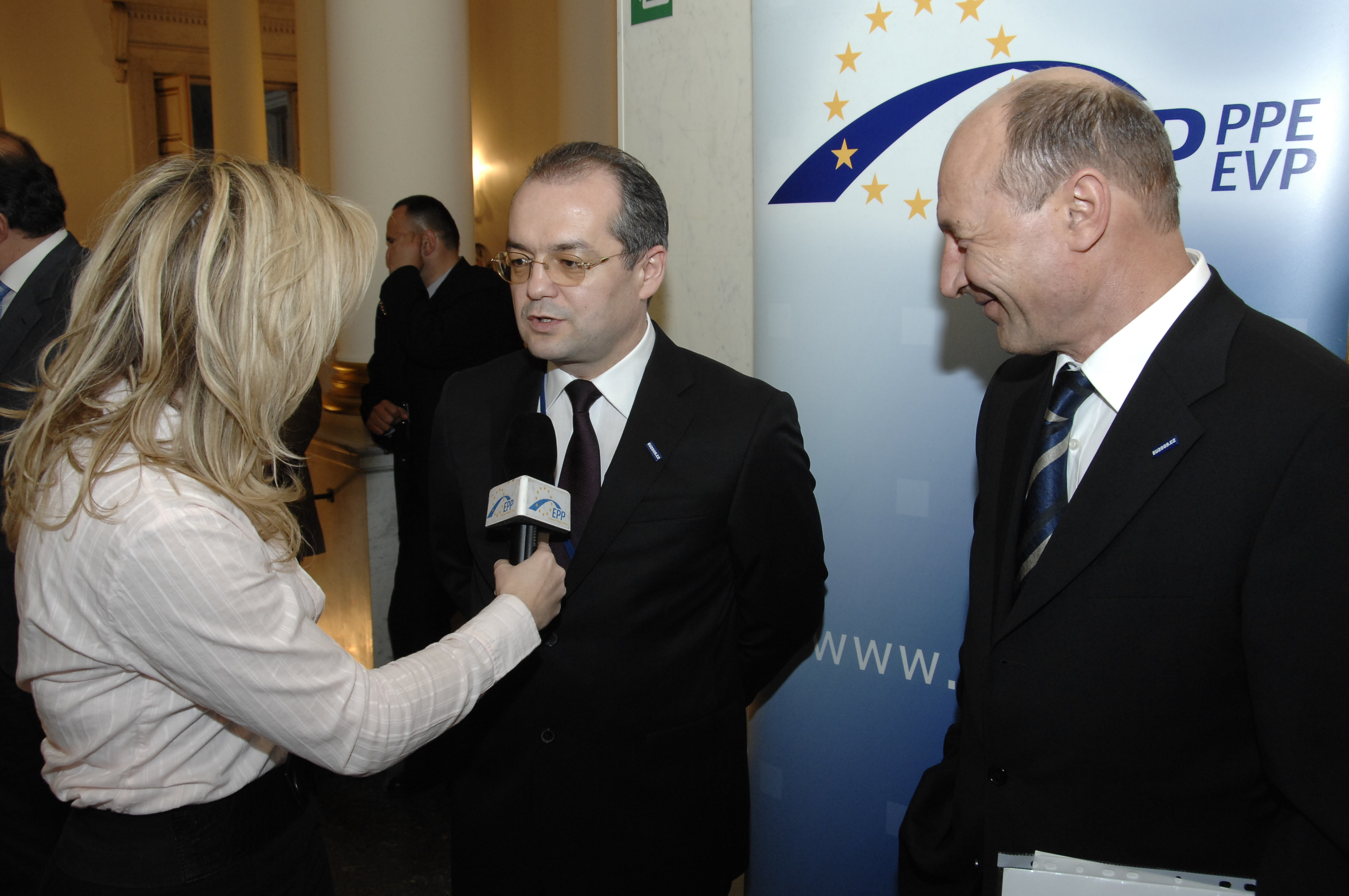
Basescu cu Emil Boc, martie 2009

Într-o emisiune la B1TV din iunie 2011, în preajma comemorării anexării Basarabiei de către Uniunea Sovietică în 1940, Băsescu a făcut afirmații despre fostul șef de stat al României din perioada celui de-al Doilea Război Mondial, regele Mihai I, sugerând că abdicarea acestuia din 1947 ar fi fost „un act de trădare a interesului național al României” și că regele ar fi avut, ca șef al statului, partea sa de responsabilitate pentru Holocaustul împotriva evreilor și romilor. Declarația a provocat un mare scandal public, care i-a adus lui Băsescu foarte multe critici, delimitându-se de el chiar membri ai PDL, precum Toader Paleologu. Numeroși istorici și cercetători ai perioadei l-au contrazis, explicând contextul mai larg al abdicării forțate și sugerând că atitudinea Casei Regale în ansamblu și a regelui în particular față de evrei și Holocaust este mai bine exemplificată prin cea a reginei-mamă Elena, care prin insistențe a salvat zeci de mii de evrei și a primit titlul de Drept între popoare din partea Yad Vashem. Afirmațiile lui Băsescu intrau în conflict chiar cu Raportul Tismăneanu, pe baza căruia Băsescu condamnase în decembrie 2006 în Parlamentul României regimul comunist. Casa Regală nu a comentat declarațiile lui Băsescu. În luna iulie 2012, Băsescu a declarat „Am un regret profund că am spus public ce gândesc. Și asta îmi arată că uneori politicienii, măcar în chestiuni foarte sensibile, este bine să nu spună ce gândesc”, fără a se distanța însă de conținutul afirmației.

##### Protestele din ianuarie 2012
Pe 9 ianuarie 2012, Băsescu a intervenit telefonic într-o emisiune la care era prezent doctorul și secretarul de stat în Ministerul Sănătății Raed Arafat, o personalitatea foarte populară și respectată pentru întemeierea Serviciul Mobil de Urgență Reanimare și Descarcerare (SMURD), pe care Băsescu îl decorase anterior. Băsescu, vizibil iritat, l-a atacat pe Arafat pentru opoziția la proiectul unei noi legi a sănătății, proiect susținut de guvern și de președinție. Băsescu a spus: „Vreau să-l atenționez pe domnul doctor Arafat că acest proiect de lege este pentru discutat, de asta a fost lansat în dezbatere publică, cea mai corectă abordare este să se prezinte la ministru cu observațiile dânsului și nu să creeze o psihoză publică, că acest guvern, – ticălos, de altfel, nu, domnu' Arafat? – vrea să distrugă sistemul de ambulanță, să-l dea la niște golani privați”. În continuare, Băsescu a insinuat că Raed Arafat și-ar fi făcut imagine publică pe baza SMURD. Efectele publice ale acestei intervenții au fost protestele violente din Piața Universității, în cadrul cărora manifestanții s-au solidarizat cu Arafat – neimplicat, de altfel – și s-au strigat sloganuri pentru demisia lui Băsescu și a lui Boc. A fost demis inițial ministrul de externe, Teodor Baconschi, care se pronunțase depreciativ despre protestatari. Pe 6 februarie a fost anunțată demisia Guvernului Emil Boc.

#### Guvernul Mihai Răzvan Ungureanu
Simultan cu demisia guvernului condus de Boc, erodat puternic de anii precedenți de guvernare, a fost anunțată încredințarea mandatului de premier istoricului și diplomatului Mihai Răzvan Ungureanu, care după demisia din funcția de ministru de externe din Guvernul Călin Popescu-Tăriceanu fusese numit de Băsescu director al Serviciului de Informații Externe. Au fost exprimate în presă rezerve și critici în legătură cu atribuirea puterii executive către un fost șef de servicii secrete, insinuându-se că Băsescu ar folosi serviciile de informații și spionaj în scop politic.

#### Guvernul Victor Ponta (1)
În urma demiterii guvernului lui Mihai Răzvan Ungureanu, Traian Băsescu a stârnit uimire, nominalizându-l pe președintele PSD, Victor Ponta, să formeze un nou guvern, deși declarase în prealabil că nu îl va numi niciodată pe Ponta premier.

##### Conflictul asupra reprezentării la Consiliul European
O dispută de natură constituțională a fost declanșată de Victor Ponta, care a dorit să reprezinte România la lucrările Consiliului European de la Bruxelles în general, și în special la reuniunea acestuia din 28–29 iunie 2012.
Atât președintele Băsescu cât și premierul Victor Ponta și-au anunțat participarea la acest summit UE.
Susținut de o decizie a Parlamentului care a fost declarată însă neconstituțională, la Consiliul European a fost prezent doar premierul, președintele Băsescu susținând, pe baza deciziei Curții Constituționale, că a fost împiedicat să își exercite atribuțiile de șef de stat.

##### A doua suspendare

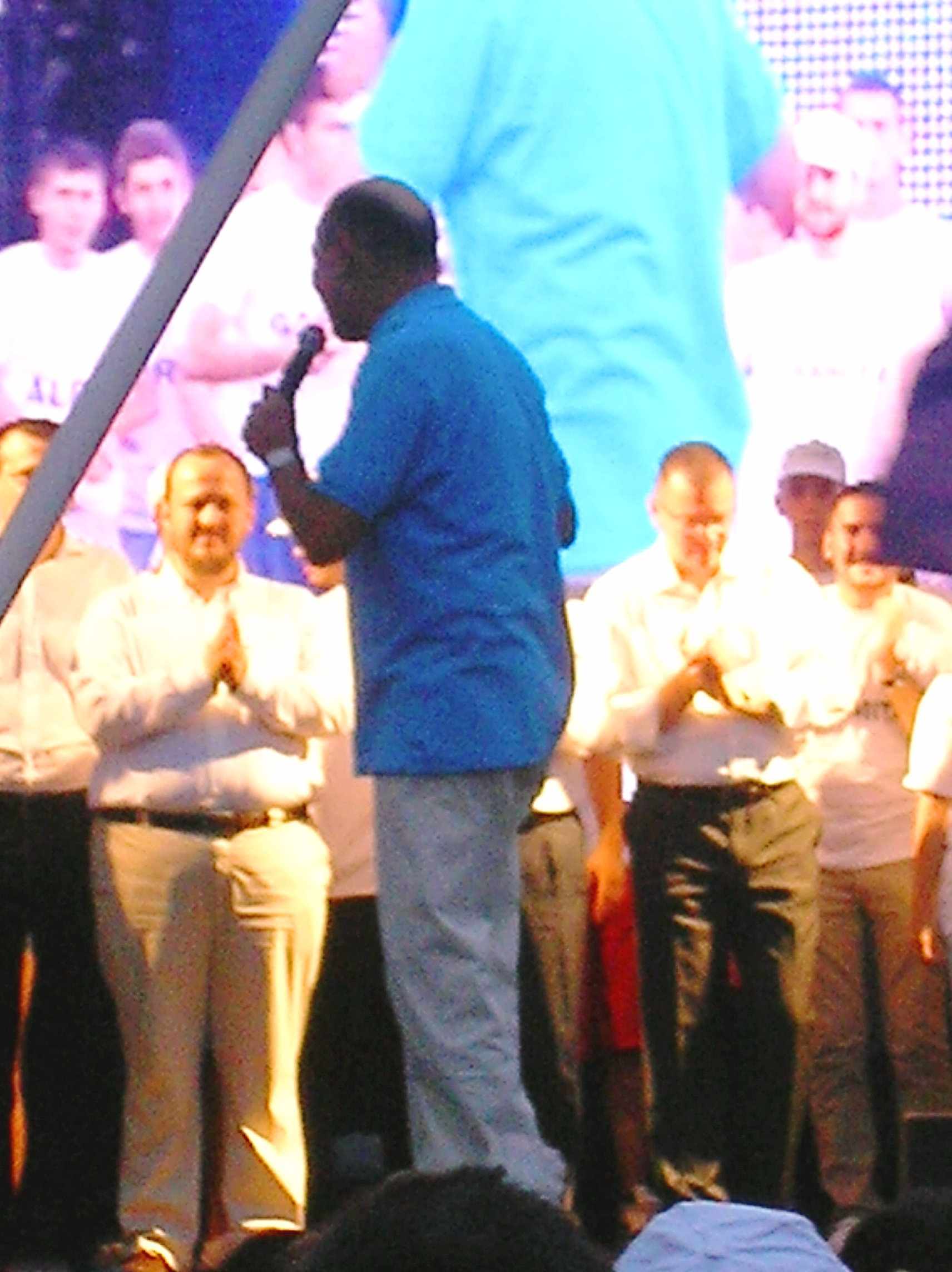
Băsescu îi prezintă pe MRU, Cristian Preda & Adrian Papahagi, protest Piața Revoluției, iulie 2012

În contextul scăderii popularității președintelui Băsescu și a partidului din care provine (PDL), în vara anului 2012 mai mulți parlamentari din acest partid trec de partea opoziției și în cele din urmă Parlamentul votează (la 3 iulie 2012) revocarea din funcție a președinților celor două camere (ambii susținători ai lui Traian Băsescu).
Astfel devine tot mai clară intenția majorității parlamentare de a iniția procesul de suspendare a sa din funcția de președinte.
Printre principalele acuzații aduse președintelui se pot enumera: intervenția în deciziile guvernului, presiuni exercitate asupra magistraților sau chiar refuzul de a nominaliza un prim-ministru din partea unei majorități USL rezultate în urma alegerilor legislative (programate în acest caz pentru luna decembrie a anului 2012). CCR a admis, în parte, că președintele „nu a exercitat cu maximă eficiență rolul de mediator”, în același timp calificând alte acuzații ca fiind nefondate sau absurde, susținând faptul că însăși existența cabinetului Ponta (susținut de USL) infirmă rea-credința imputată de noua majoritate parlamentară președintelui.
Pe 6 iulie 2012 camerele reunite ale Parlamentului României au votat prin vot secret, cu bile, suspendarea Băsescu. Un număr de 256 parlamentari au votat în favoarea suspendării. Un referendum popular prin care populația s-a pronunțat pro sau contra suspendării lui Traian Băsescu a avut loc pe 29 iulie 2012.
Din numărul total al cetățenilor cu drept de vot care se ridică la 18.292.464, la vot s-au prezentat 46.24% din români. 87.52%, 7.403.836 au votat DA, fiind în favoarea suspendării președintelui Traian Băsescu. 11.15%, 943.375 persoane au votat NU, fiind contra demiterii președintelui. Pe 21 august 2012, CCR a invalidat referendumul cu 6 voturi contra 3 pe motiv că referendumul nu a întrunit cvorumul necesar.
Pe 28 august 2012 președintele Traian Băsescu s-a întors la Palatul Cotroceni pentru a-și continua mandatul.

##### Coabitarea cu USL
După revenirea la Cotroceni, Băsescu a evitat să facă declarații până la începutul campaniei electorale pentru alegerile din 9 decembrie 2012. În ultima perioadă a campaniei, Băsescu a făcut declarații dese, avertizând în mod repetat Uniunea Social Liberală să nu îl implice în campania electorală, pentru că în acest caz ar fi avut să intervină pentru a se apăra. În întreaga perioadă, presa și televiziunile au discutat aprins dacă Băsescu avea să îl nominalizeze pe președintele PSD și copreședinte al USL Victor Ponta pentru funcția de premier, dacă formațiunea sa (USL) ar fi câștigat peste 50% din mandatele în noul parlament. Constituția României acordă după alegerile parlamentare președintelui dreptul de a nominaliza în consultare cu partidele parlamentare o persoană pentru a forma un guvern, Parlamentului României revenindu-i rolul de a accepta prin vot această persoană.

##### Alegerile din 9 decembrie 2012
Rezultatele exit-poll-urilor din 9 decembrie, care indicau un procent de peste 55% pentru USL, și maximum 18% pentru Alianța România Dreaptă (din care făcea parte și PDL, partidul din care provine Băsescu) au redus puternic probabilitatea ca PDL să poată forma următorul guvern. Pe 12 decembrie 2012 Victor Ponta a declarat că un membru al PSD ar fi purtat în interiorul partidului discuții în numele lui Traian Băsescu pentru formarea unui guvern și că acea persoană (identificată de unele surse a fi Mircea Geoană, fără a fi numită explicit de Ponta) urma să fie exclusă.
Pe 10 decembrie 2012, Băsescu a reprezentat România la ceremonia de decernare a Premiului Nobel pentru Pace în 2012 Uniunii Europene.

#### Guvernul Victor Ponta (2)

##### Acordul de colaborare și nominalizarea premierului
În cadrul unei întâlniri informale, ținută inițial secretă, care a avut loc miercuri, pe 12 decembrie, în prezența lui Victor Ponta, Crin Antonescu și Liviu Dragnea, Ponta și Băsescu au semnat un document intitulat „Acord de colaborare instituțională”, în care erau stabilite liniile directoare ale coabitării politice dintre cei doi, menite „păstrării stabilității țării și asigurării unui climat funcțional, bunei guvernări și asigurării încrederii piețelor internaționale”. Documentul a fost făcut public după o săptămână, pe 19 decembrie. Conține prevederi referitoare la păstrarea și respectarea de către ambele părți a direcției politice asupra orientării strategice a României (apartenența la NATO și UE), securității României și independenței justiției Cele două părți se angajează, printre altele, la menținerea coeziunii mesajului extern al României, să evite confruntările publice inutile și să se consulte ex-ante asupra mandatelor ce vizează aplicarea politicilor europene. Sunt de asemenea separate responsabilitățile politice ale Administrației Prezidențiale și ale Guvernului, președintelui revenindu-i poziția preeminentă în politica externă, de securitate, de apărare și reprezentarea țării la Consiliul European. Guvernului îi revin politica economică și socială. Este stabilit de asemenea un mecanism informal de mediere, în cazul unui conflict politic între cele două părți urmând să aibă loc o ședință la care ar participa un număr egal de consilieri prezidențiali și miniștri, care ar urma să elaboreze variante și opțiuni rezultate în urma abordării tehnice și juridice a problemei care necesită convergență. Consultările nu sunt a fi făcute publice până la convenirea lor de către decidenți.
Pe 17 decembrie 2012, au avut loc la Palatul Cotroceni consultări formale cu partidele parlamentare pentru nominalizarea premierului, în urma cărora Victor Ponta a fost singura persoană propusă de acestea să formeze noul guvern. Pe 21 decembrie, Guvernul Victor Ponta (2) a primit votul de încredere al Parlamentului și a depus jurământul în fața lui Traian Băsescu.

##### Bugetul Uniunii Europene și Spațiul Schengen
În seara lui 8 februarie 2013, Traian Băsescu, într-o stare de spirit foarte bună, a anunțat într-o transmisiune directă de la Bruxelles rezultatele negocierilor din cadrul Consiliului European asupra bugetului Uniunii Europene pentru intervalul 2014-2020. Deși Comisia Europeană propusese un buget de 1003 de miliarde de euro, negocierile de 18 ore au produs în final o sumă de 960 de miliarde de euro, având pentru prima dată în istoria Uniunii o scădere a bugetului. României i-au fost alocate însă 39.887 de miliarde, cu 18% mai mult decât în intervalul 2007-2013, având cea mai mare creștere procentuală dintre țările membre. La această sumă adăugându-se 4 miliarde de euro, salvate de la dezangajare de pe exercițiul bugetar anterior. Din delegația care l-a sfătuit pe Băsescu au făcut parte, conform declarației, experți din guvern, de la ministerele de finanțe și externe. Premierul Victor Ponta, aflat în țară, s-a declarat dezamăgit de rezultatul negocierilor, luând ca mărime de referință propunerea Comisiei din noiembrie. Și purtătorul de cuvânt al Partidului Social Democrat, Cătălin Ivan, a prezentat rezultatul negocierilor ca pe un eșec al lui Băsescu, evitând însă să ia în considerare că sub toate guvernele de până în 2013 ratele de absorbție ale României fuseseră foarte mici, nedepășind, conform expertei Bianca Toma a Centrului Român de Politici Europene, 10%. Politologul Cristian Pîrvulescu susținea că negocierile fuseseră un eșec, însă nu pentru România, ci pentru întreaga Europă.
La începutul lui martie 2013, s-au iscat tensiuni între președinte și premierul Victor Ponta pe tema aderării la Spațiul Schengen. Guvernul ar fi dorit să forțeze luarea unei decizii, cerând un vot în Consiliul de miniștri (JAI) din 7 și 8 martie 2013 – chestiunea fusese anterior amânată de mai multe ori, dar nu respinsă prin vot. Primind semnale că în cazul unui vot mai multe țări membre ale UE ar fi făcut uz de dreptul de veto (chiar și Germania), guvernul a renunțat la această strategie, ministrul de externe Titus Corlățean declarând în plus, la 1 martie, că România nu mai e interesată de aderare. Băsescu a ținut pe 4 martie o conferință de presă, reiterând că „România are ca obiectiv major intrarea în zona Schengen”. A dat vina pentru eșec pe guvern, declarând: „Eu nici nu am ținut miniștri penali în Guvern, nici nu am votat pentru neridicarea imunității parlamentare a unor penali, nici nu am făcut presiuni pe Justiție, nici nu am dat lovituri prin CSM”. Monica Macovei a declarat că menținerea acestei priorități pe agenda JAI, programtă pentru decembrie 2013, se datorează lui Băsescu.
pe  23 martie 2013, după Convenția Națională PDL pentru alegerea conducerii PDL, a anunțat printr-un mesaj postat pe facebook că se desparte de PDL, acuzând fraudarea rezultatului votului de către echipa lui Vasile Blaga pentru ca acesta să fie reales președintele PDL, preferata lui fiind Elena Udrea. Totodată a afirmat că va crea un nou partid de dreapta, Fundația Mișcarea Populară; el a mai vorbit despre acest proiect și în 2011 și cu alte ocazii. Fundația Mișcarea Populară a fost lansată pe 26 martie 2013.

## Direcțiile politice ale mandatelor prezidențiale

### Politica externă

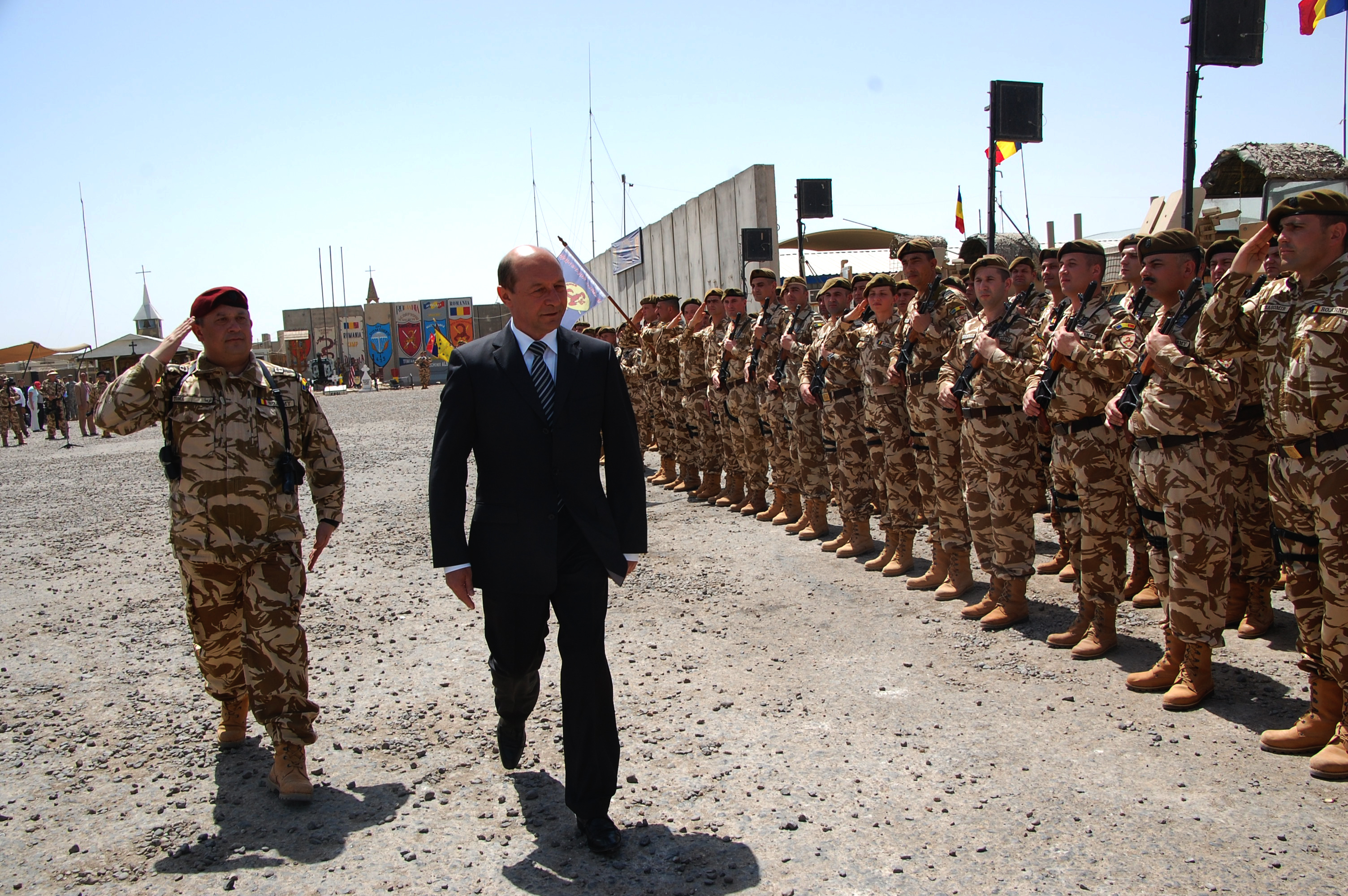
Traian Băsescu in Irak, 2009

Pe 15 februarie 2013, Băsescu l-a vizitat pe Papa Benedict al XVI-lea, fiind ultimul șef de stat care l-a vizitat înainte de retragerea sa din oficiul de papă.

#### Politica europeană

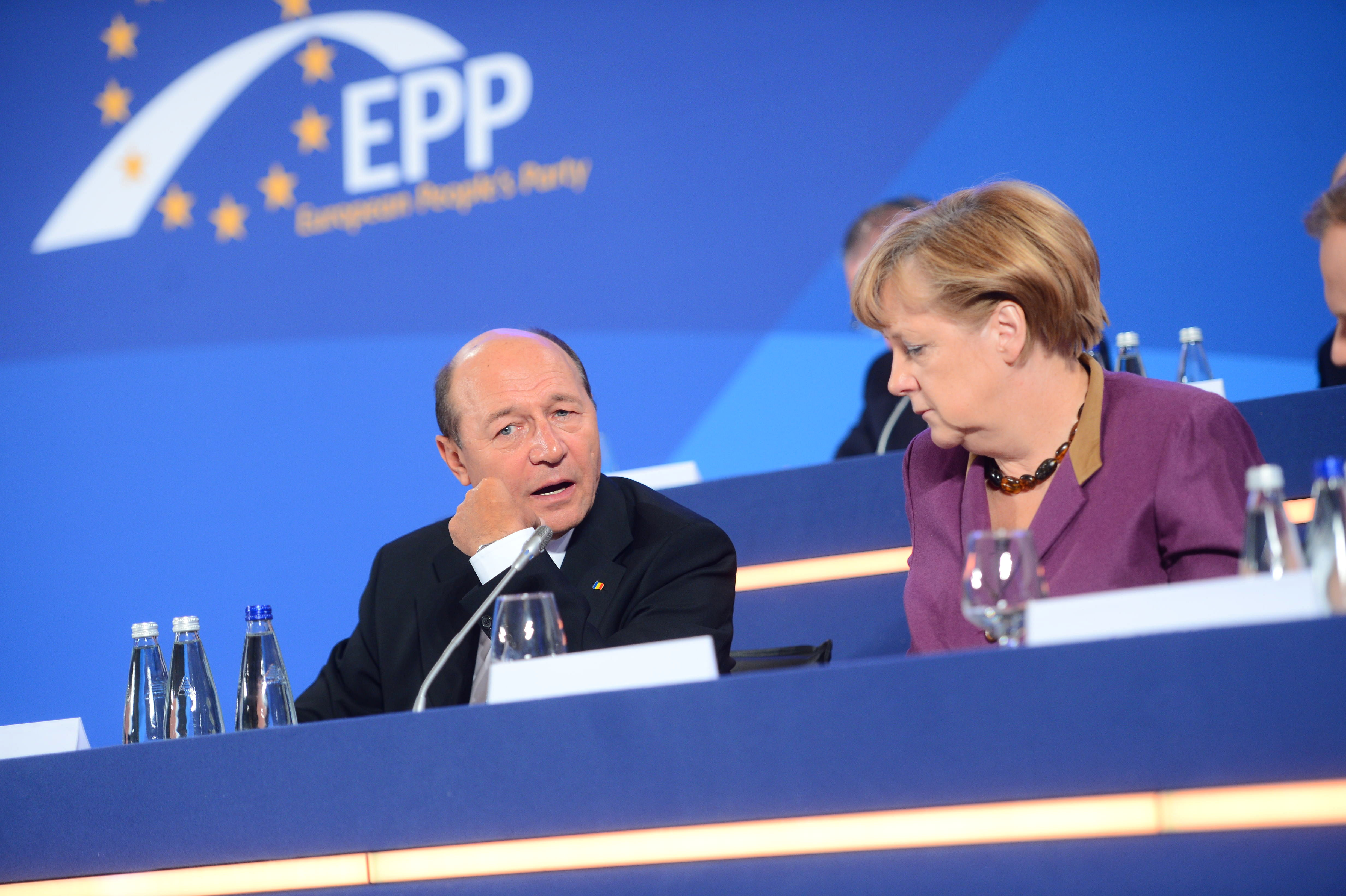
Băsescu cu Angela Merkel, 2012

În materie de politică europeană, Băsescu a preluat în 2004 linia politică anterioară, continuând eforturile României de a se integra în Uniunea Europeană. În primul discurs în Parlamentul României, la depunerea jurământului, Băsescu declara că o „prioritate majoră de politică externă, cât și de evoluție pozitivă a României, este integrarea în Uniunea Europeană. Integrarea în UE este un element de forță în politica externă a României”. Continua subliniind că „lupta pentru integrare se dă în România. Aici trebuie să îndeplinim toate obligațiile asumate de Guvernul României în procesul de negociere. Lupta grea pentru integrare în UE trebuie să se câștige la noi acasă”.

#### Relația cu Statele Unite ale Americii

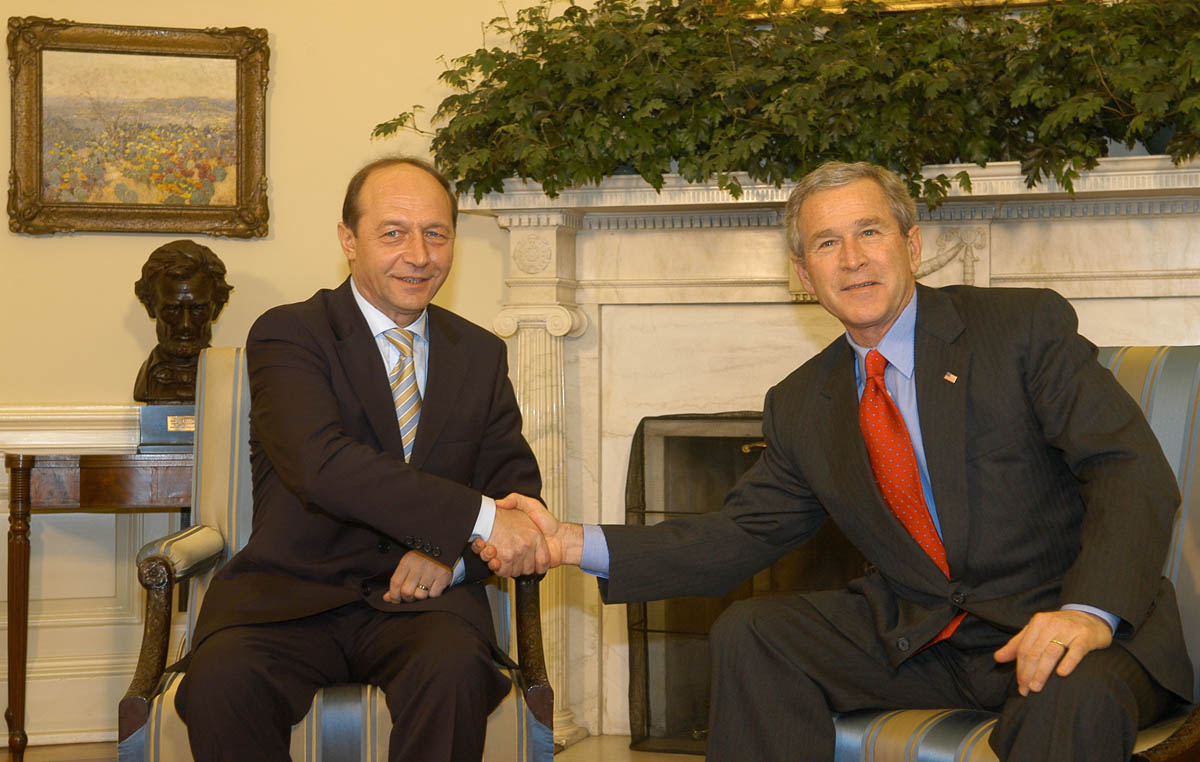
Traian Băsescu în vizită la Casa Albă, împreună cu președintele George W. Bush, 9 martie 2005

Relația României cu Statele Unite ale Americii în timpul mandatelor prezidențiale ale lui Băsescu a urmat liniile hotărâte de predecesorii săi, în condițiile în care România devenise membră a NATO în timpul mandatului lui Ion Iliescu. Traian Băsescu a pus puternic accentul pe relația României cu Statele Unite ale Americii, vorbind deja în campania electorală de la sfârșitul anului 2004 despre „Axa București - Londra - Washington”, deși această sintagmă pare a fi fost utilizată doar unilateral.

#### Relația cu Federația Rusă

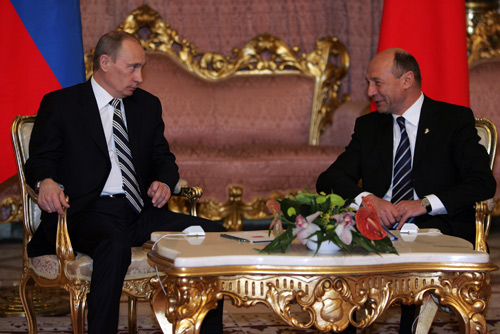
Împreună cu președintele rus Vladimir Putin, 4 aprilie 2008

Relația României cu Rusia a fost și este una foarte complicată, pozițiile politice reciproce fiind influențate de relația istorică complicată (cu probleme nerezolvare precum recuperarea tezaurului român), de problemele legate de Republica Moldova și apartenența României la NATO.
Traian Băsescu a vizitat Moscova în zilele de 14 și 15 februarie 2005, la invitația președintelui Vladimir Putin. Principalele teme de discuții au fost trei, conform unui document american publicat de pagina Wikileaks: Republica Moldova și Transnistria, securitatea la Marea Neagră și schimburile comerciale bilaterale. Un deziderat al României a fost lărgirea formatului de negocieri asupra Transnistriei, prin introducerea României, ceea ce ar fi impulsionat discuțiile în opinia părții Române. Băsescu l-a informat pe Vladimir Putin despre posibilitatea stabilirii unei baze militare a SUA în România, Putin răspunzând că „transferul bazelor SUA la est de Germania «nu are temei politic», dar are «implicații potențial neplăcute»”. De asemenea, conform documentului, Putin a propus, aparent spontan, crearea unei unități navale comune (cu vase sub drapelele ambelor țări) în bazinul Mării Negre, care să acționeze împotriva crimei organizate, propunere la care România s-ar fi eschivat, comunicând separat SUA că ar prefera o prezență de securitate în Marea Neagră sub egida NATO. În comunicatul de presă făcut pe 15 februarie 2005, la revenirea în țară, pe aeroportul „Henry Coandă”, Băsescu declara că întâlnirea cu Putin fusese „extrem de bună”, și că „principalele probleme au fost legate de nevoia creării unui climat de încredere între cele două țări”.
În mai 2005, Traian Băsescu a vizitat Federația Rusă, cu ocazia manifestărilor prilejuite de împlinirea a 60 de ani de la sfârșitul celui de-al Doilea Război Mondial. A fost ultima sa vizită oficială în Rusia. Pe 15 iulie 2005, Băsescu a semnat decretul de numire a lui Ioan Donca ca ambasador extraordinar și plenipotențiar al României în Federația Rusă.
Ministerul de Externe al Federației Ruse a reacționat acid la declarațiile lui Băsescu din iunie 2011 referitoare la evenimentele din 1941, declarând prin purtătorul de cuvânt că Băsescu ar fi justificat astfel agresiunea Germaniei împotriva Uniunii Sovietice. Băsescu a răspuns că reacția sa „a fost în deplin acord cu poziția României care a condamnat pactul Ribbentrop-Molotov. Mai mult decât atât, Duma de Stat a condamnat pactul Ribbentrop-Molotov, deci nu văd unde este supărarea, iar Uniunea Sovietică nu mai există. Noi avem o relație cu Federația Rusă. Iar despre istoria noastră nu aveam cum să nu discutăm. Este vorba de o realitate din istoria Rusiei și a relațiilor României cu Uniunea Sovietică, nimic nou sub soare, mai ales că poziția a fost în deplin acord cu condamnarea pactului Ribbentrop-Molotov”.
În octombrie 2014 Traian Băsescu a declarat că „niciun gram, niciun metru cub de gaz românesc nu va tranzita proiectul South Stream”, care va trece prin Bulgaria, precizând că exporturile românești de gaze se vor face prin Transgaz. În decembrie 2014, pe final de mandat, Traian Băsescu și-a reiterat poziția opunându-se din nou reluării proiectului South Stream, care, conform lui „este suprasusținut de OMV Petrom, grup care ar dori să pompeze gazul din Marea Neagră în South Stream, ceea ce ar face din România, care e proprietara gazului care se va extrage din Marea Neagră, o țară dependentă de infrastructura Gazprom”.

### Relația cu presa

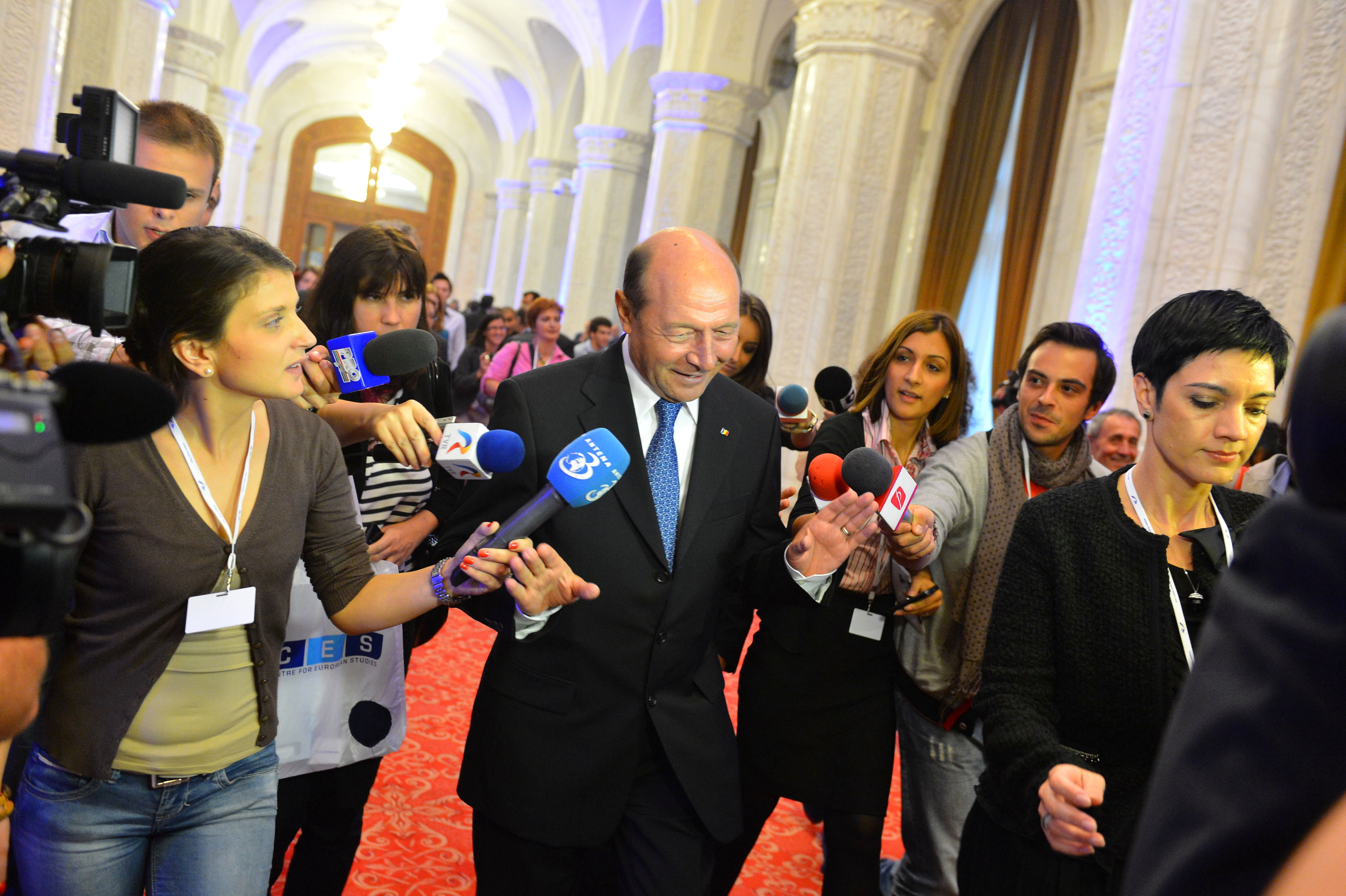
Băsescu cu presa, octombrie 2012

Traian Băsescu a fost susținut în prima campanie electorală pentru președinție de postul Realitatea TV. Însă în 2007, folosea deja sintagma mogulii de presă, care avea să se impună în discursul public. Președintele făcea astfel aluzie la proprietarii posturilor Realitatea TV și Antena 3, Sorin Ovidiu Vântu, respectiv Dan Voiculescu, precum și la Dinu Patriciu, proprietarul ziarului Adevărul.
Mugur Ciuvică, care avea să fie mai târziu un invitat constant al postului Antena 3 și un critic al lui Traian Băsescu, afirmase în februarie 2004, într-o conferință de presă, că Băsescu fusese informator al Securității. A fost condamnat de justiția română la plata unor despăgubiri de 13.600 de euro, iar Curtea Europeană a Drepturilor Omului (CEDO) de la Strasbourg i-a respins ca inadmisibilă plângerea conform Art. 10 al Convenției Europene a Drepturilor Omului, pentru încălcarea libertății de exprimare.

### Relația cu intelectualii
Traian Băsescu a avut la începutul primului mandat prezidențial o relație bună cu intelectualitatea de dreapta, care s-a deteriorat cu trecerea timpului. În timp ce la referendumul din 2007 și în anul electoral 2009 el a fost susținut de o mare parte a intelectualilor de dreapta, Băsescu și-a pierdut tot mai mulți susținători în cel de-al doilea mandat, mulți intelectuali distanțându-se odată cu declarațiile din iunie 2011 despre regele Mihai. În timp ce stilul său este foarte departe de cel intelectual, Băsescu a speculat foarte bine doleanțele intelectualității și avantajele de a se înconjura de persoane cu experiență academică sau intelectuală. Indiferent de nuanțele relației lor cu Băsescu, o serie de persoane au rămas, cel puțin în percepția publică, drept apropiați ai lui Băsescu, fiind criticați de presa ostilă lui Băsescu.
A fost susținut în campania din 2004 de Alina Mungiu-Pippidi, în virtutea faptului că a fost cel mai receptiv dintre șefii de partide în a se conforma obiectivelor Coaliției pentru un Parlament Curat. Poetul și fostul disident anti-ceaușist Mircea Dinescu l-a susținut activ în campania electorală din 2004, filmând un videoclip de promovare. Eseistul Andrei Pleșu, fost ministru de externe sub guvernarea CDR, a fost numit după câștigarea alegerilor din decembrie 2004 consilier prezidențial pentru politică externă, însă a demisionat după jumătate de an, invocând probleme de sănătate. Informal se știa că Pleșu nu se putuse acomoda cu stilul lui Băsescu, însă aceste lucruri au ieșit la iveală de-abia într-o dispută publică, când Băsescu l-a atacat pe Pleșu, neputând însă să producă probe pentru acuzele sale. Pleșu, filozoful Liiceanu și Horia Roman Patapievici au fost prezenți în decembrie 2006, când Băsescu a condamnat comunismul în Parlamentul României. Comparând în 2012 perspectiva înlocuirii lui Băsescu cu Crin Antonescu (aliatul politic al lui Victor Ponta), Andrei Pleșu spunea că nu ar vrea să înlocuiască un „berbec cu două gâște”.
Una dintre cele mai mediatizate numiri a fost cea a eseistului Horia Roman Patapievici în fruntea Institutului Cultural Român. Institutul Cultural Român fusese gândit ca o instituție publică menită să promoveze cultura română, însă sub mandatul lui Augustin Buzura nu reușise să iasă în evidență. Patapievici a organizat un sistem jurizat de selecție, care decidea evenimentele și manifestațiile artistice menite a fi puse în practică în străinătate, precum și asupra unui program de traduceri din scriitori români în limbi străine. Patapievici și ICR au intrat sub scrutinul publicului în timpul scandalului „Poneiului Roz”.
Un intelectual care a avut de câștigat de pe urma relației cu Traian Băsescu este Traian Ungureanu, un publicist care scria laudativ despre Băsescu în revista „Idei în dialog” și în ziarul de dreapta „Cotidianul” (în perioada dinaintea venirii lui Cornel Nistorescu), a fost propus inițial pentru postul de ambasador la Londra, neacceptând în urma reacțiilor dezaprobatoare, apoi a devenit membru al PDL și a candidat pentru Parlamentul European din partea PDL, susținându-l pe Băsescu și în timpul suspendării din 2012.

### Relația cu partidele politice

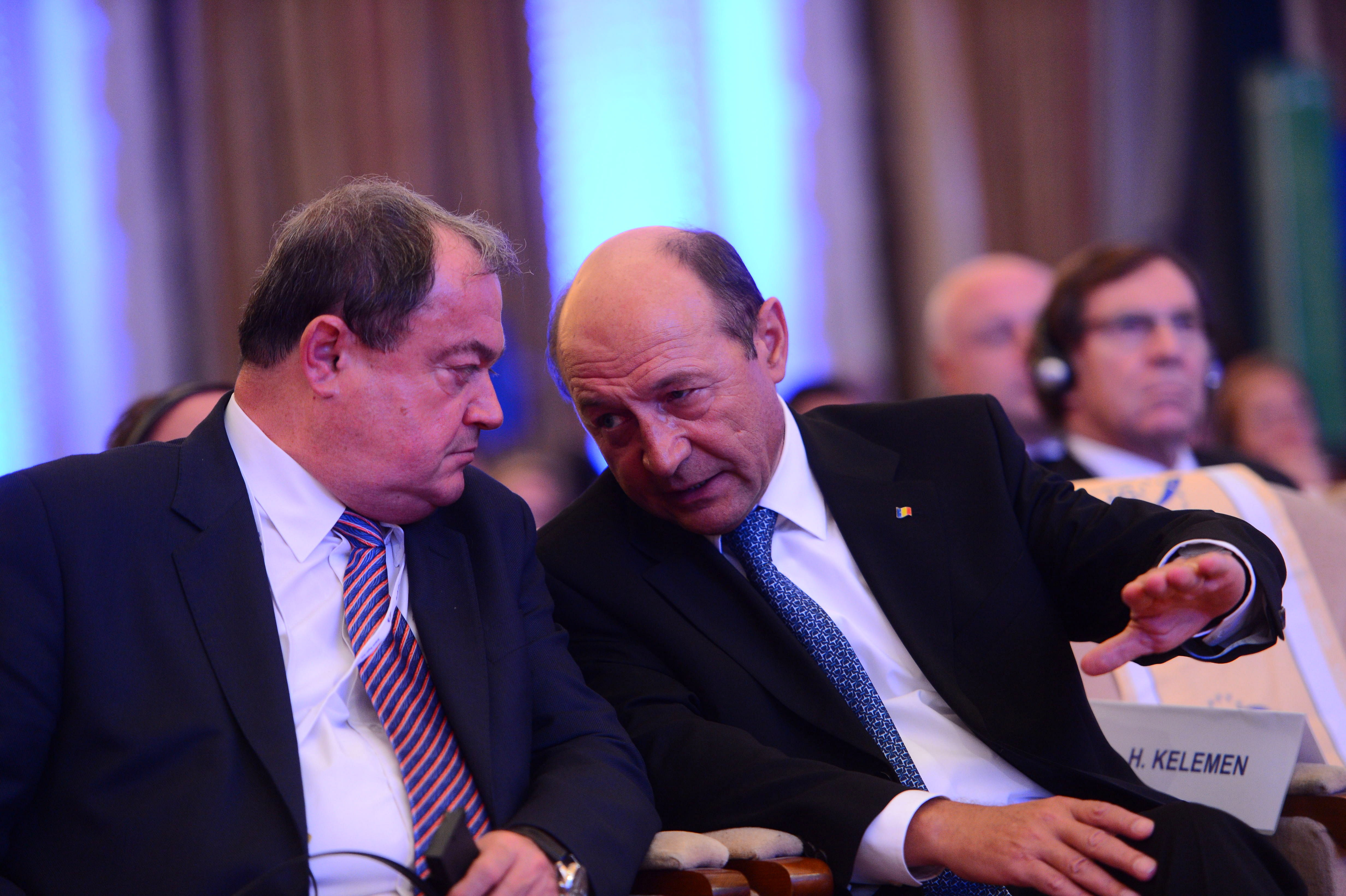
Băsescu cu Vasile Blaga, 2012

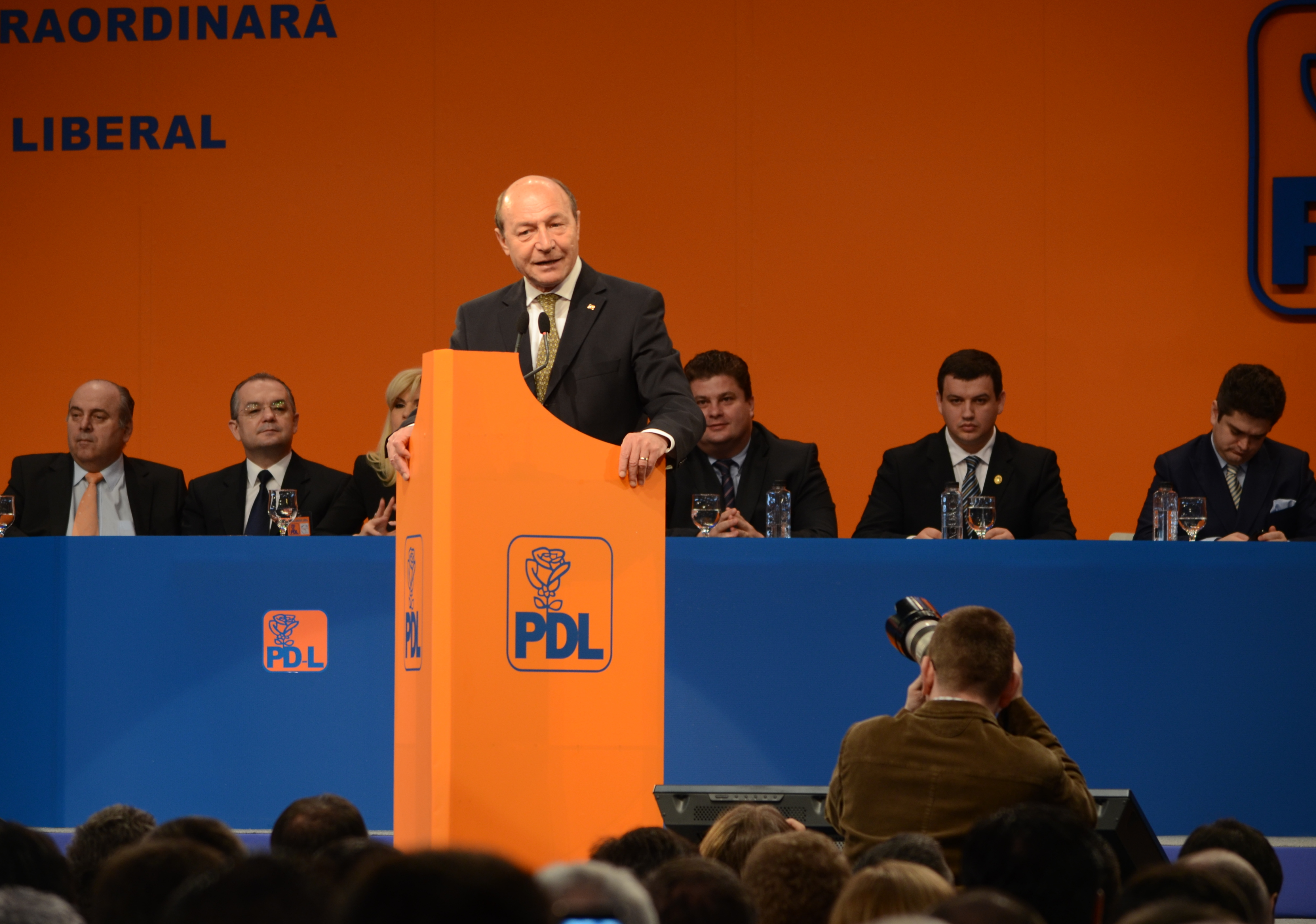
Băsescu la Convenția PD-L 2013

#### Partidul Democrat
Dintre toate partidele politice, relația cea mai bună a lui Băsescu a fost cu Partidul Democrat, din care provine. Întrebat în ianuarie 2005 de Stelian Tănase dacă se mai simte membru al acestui partid, Băsescu a răspuns: „e un partid în care am pus mult suflet, mă bucur că am fost președintele acestui partid și l-am readus pe prima scenă politică, mă bucur că acest partid a fost capabil să dea un președinte; și asta rămâne în istoria acestui partid. Dacă aș spune m-am degajat de acest partid și nu mă mai interesează, aș minți”. Această apropiere i-a fost adesea imputată lui Băsescu, întrucât ar fi contrară Art. 84 din Constituție, conform căruia „În timpul mandatului, Președintele României nu poate fi membru al unui partid (...)”.
Partidul Democrat a fuzionat în decembrie 2007 cu Partidul Liberal Democrat, care provenea din PNL, fiind condus de Theodor Stolojan. Astfel s-a format Partidul Democrat Liberal, în care balanța de putere a rămas înclinată în favoarea PD.
PDL l-a susținut pe Traian Băsescu în toate confruntările sale majore, precum cele două suspendări și realegerea în 2009. Deși nu au fost aduse dovezi hotărâtoare, se pare că Partidul Democrat Liberal a susținut-o și pe Elena Băsescu în campania electorală din 2009 pentru Parlamentul European, după aceasta își dăduse demisia din PDL, în urma unui scandal în care Traian Băsescu a fost acuzat de nepotism. Elena Băsescu fusese aleasă în prealabil secretar general al Organizației de Tineret a PDL, cu cvasi-majoritate de 377 voturi la 6, deși înainte se făcuse remarcată public doar ca fotomodel.
Un important colaborator politic în PDL al lui Băsescu a fost Boc, care a îndeplinit din 2008 până în 2012 funcția de premier. Lui Boc i-a fost reproșată în nenumărate rânduri subordonarea față de Băsescu, pe fondul măsurilor nepopulare de austeritate pe care le-a luat în contextul crizei. Băsescu însă a vorbit despre un parteneriat politic pentru stabilizarea macroeconomică a țării. În cursul protestelor din decembrie 2012, a fost sacrificat inițial ministrul Teodor Baconschi, însă la scurt timp a venit și demisia Guvernul Boc. Confruntat cu presiuni din interiorul partidului, Boc a demisionat și din fruntea acestuia, în locul său venind Vasile Blaga. PDL a susținut numirea lui Mihai Răzvan Ungureanu în funcția de premier de către Băsescu, însă după doar 78 de zile acest guvern a cedat unei moțiuni de cenzură, Ungureanu având să afirme mai târziu că demiterea guvernului său era consecința trădării unor parlamentari din PDL.
La alegerile din decembrie 2012, Partidul Democrat Liberal a suferit o înfrângere de netăgăduit, obținând un scor foarte mic, de 16%, un singur mandat fiind câștigat în diasporă cu majoritate de peste 50%, restul fiind alocate prin redistribuire. În februarie 2013, Vasile Blaga a anunțat organizarea unui congres pentru a fi aleasă din nou conducerea, anunțându-și noua candidatură. Pe 12 februarie 2013, Elena Udrea a declarat că va candida pentru funcția de președinte PDL. Într-un interviu ulterior, președintele Traian Băsescu, l-a atacat de mai multe ori pe Vasile Blaga, exprimându-și îndoială că acesta ar fi „prezidențiabil”. Poziția președintelui a fost interpretată a fi favorabilă candidaturii lui Udrea, deși afirmațiile lui Băsescu nu fuseseră lipsite de echivoc. Pe 18 februarie 2013, într-o declarație pe pagina sa de Facebook, președintele a declarat că după alegerile din decembrie 2012 nu avusese nici un dialog și nici nu ar putea exista unul cu conducerea actuală a PDL.

#### Alte partide
Relația lui Traian Băsescu cu Partidul Național Liberal s-a înrăutățit după ce Călin Popescu Tăriceanu a refuzat să își dea demisia de la guvern pentru a declanșa alegeri anticipate, care ar fi permis în opinia lui Băsescu să creeze o majoritate stabilă. În 10 ianuarie 2005, Băsescu își permitea încă să afirme „cu certitudine (...) că nici Calin Popescu Tăriceanu și nici un alt ministru nu se va crampona de funcția de ministru dacă nu vor putea îndeplini programul Alianței. Noi nu am venit cu un program (...) care a vrut sa fie un program de modernizare a României”. În același interviu, Traian Băsescu se pronunța pentru fuziunea PD și PNL: „O spun ca o părere de om politic. Eu cred că aflându-se la guvernare, guvernarea devine mai solidă dacă cele două partide fuzionează. Sigur, aici apar discuțiile și s-ar putea ca aceste discuții interne să facă ca cele două partide să rămână în linia protocolului”, însă tot el observa problema doctrinei partidului rezultat din fuziune, „dacă cele două partide se înțeleg asupra locului unde se pot așeza”.

## Poziții politice
În perioada în care a condus Partidul Democrat (PD), Băsescu a adoptat o retorică populistă, anti-corupție, anti-PSD și pro-europeană, apropiindu-se de dreapta politică. Totuși, Băsescu a încercat să mențină aparențele social-democrate ale PD. În 2003 declara, despre o eventuală fuziune PD-PNL: „Nu e o soluție. Noi avem o mare obligație, ca partid membru în Internaționala Socialistă: ca într-o țară care este în proporțiede 70% de stânga să generăm adevărata social-democrație, și nu cea pe care o clamează PSD”. Tot în 2003, Băsescu declara că "locul social-democratului este între oameni".
Băsescu a abandonat discursul de stânga în 2005, după ce a fost ales președinte. Băsescu și PDL (succesorul PD) au promovat politici economice neoliberale și conservatoare pe teme social-culturale. În prezent, Băsescu se identifică ca un politician de dreapta. Politologul Cristian Pîrvulescu a declarat că, din funcția de președinte, Băsescu a promovat scindarea societății printr-un discurs extremist și prin antagonizarea unei părți a populației împotriva celeilalte.
După ce n-a mai fost președinte și a preluat conducerea PMP, Băsescu a adoptat un discurs național-conservator pe teme precum migrația sau drepturile LGBT. Deși, în 2013, întrebat dacă este de acord cu recunoașterea căsătoriilor între persoane de același sex, Băsescu declara că "fiecare este liber să facă ce vrea cu viața lui", în 2018 a susținut referendumul constituțional pentru definirea familiei tradiționale.
Băsescu a fost reclamat de mai multe ori la CNCD pentru declarații rasiste la adresa romilor.
În 2020, Băsescu declara despre USR că "sunt neo-marxiști" și că progresismul este "o ideologie toxică și dezgustătoare", susținând că USR și Cioloș vor să distrugă valorile familiale și creștine.
În 2025, Traian Băsescu a criticat decizia de anulare a alegerilor prezidențiale din 2024 și susține că acesta este, de fapt, motivul problemelor în relația România cu SUA. Acesta spune că nu există niciun dubiu că la vârful țării s-a pus în aplicare un plan elaborat pentru a justifica anularea fără probe a alegerilor prezidențiale. El avertizează că există riscul ca unele state să nu recunoască rezultatul alegerilor prezidențiale din mai 2025. După prima rundă, din 4 mai, Băsescu și-a declarat sprijinul pentru Nicușor Dan împotriva lui George Simion. Pe 1 iulie 2025, CCR a decis că modificarea legislativă prin care Băsescu i-au fost retrase anumite beneficii, pentru că a colaborat cu Securitatea, a forst neconstituțională.

## Controverse
Ziarul „Jurnalul Național” a scris că în perioada în care a deținut diferite funcții publice între 1994 și 2001, Traian Băsescu și familia sa au obținut echivalentul a peste un milion de dolari din fondurile destinate României prin programul PHARE-UE pentru firmele lor.
Traian Băsescu a negat pe 17 martie 2008 informațiile apărute în Jurnalul Național printr-un comunicat de presă.
În timpul unui miting electoral la Ploiești în anul 2004 Traian Băsescu apărea într-un film scurt lovind cu palma peste față un copil aflat lângă scenă. Confruntat în direct cu fragmentul audio-video, Băsescu a spus că nu-și amintește despre ce era vorba. Administrația prezidențială a solicitat INEC (Institutul Național pentru Expertize Criminalistice) o verificare a filmului, institutul confirmând că filmul prezentat de televiziuni nu este autentic.
Pe data de 3 ianuarie 2017, o înregistrare controversată cu Traian Băsescu a fost difuzată pe televiziune. Fostul șef al statului, în timpul mandatului său, afirma într-o discuție cu interlocutorul său că România este "un stat mafiot", că "știe ce spune" și că are înregistrări cu Florian Coldea (fost director adjunct SRI), Laura Codruța Kövesi (procuror șef DNA), și fosta judecătoare Camelia Bogdan. Cel care a trimis înregistrarea, fostul deputat Sebastian Ghiță, susține că numeroase cazuri care au dus la condamnări au fost "măsluite" de către Traian Băsescu. În plus, Ghiță a vorbit atunci și de fraudarea alegerilor prezidențiale din 2009, caz care este anchetat acum. Ulterior, Traian Băsescu a confirmat înregistrările ca fiind reale.

### Atitudini rasiste
Traian Băsescu, aflat la cumpărături împreună cu soția sa, într-un centru comercial din București, agasat de o serie de întrebări, i-a luat telefonul mobil jurnalistei Andreea Pană (Antena 1); ulterior aparatul a fost restituit. Băsescu a luat telefonul cu el în mașină, fără să-și dea seama că acesta continua să înregistreze și i-a povestit nevestei sale cât de agresivă fusese jurnalista, numind-o „țiganca asta împuțită”.. Înregistrarea audio-video a fost difuzată apoi de postul Antena 1. Incidentul a fost larg mediatizat și au existat reacții de dezaprobare din partea mass-media și a societății civile.
În urma acestui incident, Băsescu a primit un avertisment de la Consiliul Național pentru Combaterea Discriminării (CNCD). Ulterior Băsescu și-a cerut scuze printr-un purtător de cuvânt.
În septembrie 2007 Băsescu a suferit o operație de extirpare a unor noduli tiroidieni. În timp ce-i strângea mâna doctorului Ghemigian (coordonatorul echipei de medici care-l operase), Băsescu i-a spus doctorului: „În sfârșit, văd și eu un armean bun”, după care a corectat și a spus „un armean competent”, făcând o aluzie ironică la ministrul economiei, Varujan Vosganian, de origine armean.
În noiembrie 2010, aflat într-o vizită oficială în Slovenia, Băsescu a fost întrebat de o jurnalistă slovenă în legătură cu măsurile luate de autoritățile romane în privința romilor, răspunzând: „Mai avem o problema care trebuie spusă și care face dificilă integrarea romilor nomazi – foarte puțini vor sa muncească. Mulți dintre ei, în mod tradițional, trăiesc din ce fură. Dacă nu vom recunoaște cinstit și problemele pe care le are etnia însăți și problemele pe care le avem noi în a cunoaște etnia, nu vom găsi soluția problemei".
Asociația Romani Criss a reclamat fapta la CNCD, dar CNCD a decis că nu se poate pronunța în acest sens, motivând cu lipsa jurisdicției, afirmațiile fiind făcute la Ljubljana. Asociația a dat în judecată Consiliul și a câștigat procesul. ICCJ a anulat pe 21 ianuarie 2014, hotărârea Consiliului și a obligat CNCD sa se pronunțe pe fond. La 10 februarie 2014, CNCD a decis că afirmația lui Băsescu din 3 noiembrie 2010 reprezintă discriminare și încalcă dreptul la demnitate al persoanelor de etnie romă, drept pentru care a fost amendat contravențional cu suma de 600 de lei, „colegiul director ținând cont de faptul că președintele Traian Băsescu nu se afla la prima faptă de discriminare” Asocia Romani Criss a afirmat că Traian Băsescu e primul președinte din lume amendat pentru discriminarea romilor deși cuantumul amenzii nu este [satisfăcător], dar că important este mesajul, că în România există un discurs rasist la nivel înalt și indiferent cine ești [ce funcție ai] ești sancționat dacă ai un discurs rasist sau faci discriminare.
În anul 2015, în contextul mediatizării subiectului privind construirea Marii Moschei din București, Băsescu s-a poziționat împotriva proiectului, făcând o serie de afirmații islamofobe, între care „Sunt un adversar neîmpăcat al transformării Europei într-o moschee”.

### Averea
La Revoluția din 1989, potrivit propriilor declarații, Băsescu avea un milion de lei la CEC (echivalentul a 83.000 de dolari la acea dată). „După 12 ani de serviciu pe mare, după trei ani de serviciu în Belgia, eram un om care câștigase bani mulți. Dacă mă căutați la CEC în vremurile acelea, vedeați că aveam un milion de lei", declara Băsescu ziarului "Libertatea". La această sumă se adaugă, potrivit propriei declarații de avere, bijuterii estimate la 20.000 euro și ceasuri în valoare de 35.000 euro, toate dobândite în perioada 1975-1989. În lucrarea sa biografică „Ascensiunea lui Traian Băsescu”, istoricul Marius Oprea, corelând toate declarațiile date de Traian Băsescu despre tema dată, a concluzionat că fostul comandant de navă avea o avere de 2,4 milioane de lei. Această sumă era echivalentul a 200.000 de dolari (la un curs oficial al dolarului de 12 lei). În declarația sa de avere din 2010 Băsescu afirma că are în conturi 85.700 dolari, 26.800 euro și 420.000 RON.
Mircea Băsescu, fratele lui Traian Băsescu, a declarat într-un interviu acordat în 2010, că în timpul comunismului el și fratele său s-au îmbogățit din trafic cu materiale textile. Conform lui Mircea Băsescu, cu banii astfel obținuți, Traian Băsescu s-a apucat de alte afaceri. A avut o fabrică de înghețată, apoi de iaurt.
Pe 4 februarie 2003 Primăria Capitalei i-a vândut lui Traian Băsescu întregul etaj, garajul și casa scărilor din imobilul din strada Ștefan Mihăileanu, cu echivalentul a 19.000 de dolari. Tranzacția s-a făcut cu încălcarea Legii 112 din 1995, legea caselor naționalizate. Legea 112 a intrat în vigoare în a doua jumătate a anului 1996, iar contractul de închiriere al domnului Băsescu era din 14 februarie 2002. Chestionat despre aceasta, Traian Băsescu a anunțat că va da casa înapoi. Imediat însă, se răzgândește și declară că nu va mai da înapoi imobilul statului decât dacă Parchetul va stabili dacă l-a cumpărat sau nu legal. În 2005, în interviul acordat suplimentului revistei Capital Top 300, la întrebarea dacă are proprietăți imobiliare, Traian Băsescu a trecut sub tăcere casa din Ștefan Mihăileanu răspunzând sec: "Nu, nu mai am. Am avut. Casa din Otopeni am trecut-o pe numele fiicei mele".

### Dosarul Flota
Dosarul „Flota”, care "a debutat" în 2003, are ca obiect stabilirea modului în care CNM Petromin a fost prejudiciată prin vânzarea, în perioada aprilie 1991-august 2000, a 16 nave, în special mineraliere de mare capacitate. În dosarul „Flota”, instrumentat de Direcția Națională Anticorupție, au fost cercetați trei foști miniștri ai Transporturilor, Traian Băsescu, Aurel Novac, Paul Teodoru, precum și alte persoane care au fost implicate în vânzarea unor nave din flota română. Procurorii afirmau în 2003 că ar exista indicii că foștii miniștri ar fi comis infracțiunea de abuz în serviciu contra interesului public.
După o succesiune de amânări și schimbări de locuri de judecată, magistrații Înaltei Curți de Casație și Justiție au început în 2005 judecarea procesului. De la primul termen s-a luat în discuție problema imunității prezidențiale a inculpatului Traian Băsescu. Judecătorii au decis ca dosarul să fie retrimis la PNA pentru reluarea anchetei.
Ulterior Parchetul Național Anticorupție (redenumit în 2006 Direcția Națională Anticorupție) a solicitat o nouă expertiză contabilă a prejudiciului.
Noua expertiză contabilă, finalizată în septembrie 2007, a stabilit că prejudiciul, stabilit inițial de prima expertiză la 275 de milioane de euro, este inexistent.
Astfel infracțiunile pentru care au fost deferiți justiției șeful statului, Traian Băsescu – în calitate de fost ministru al Transporturilor – și alți doi foști șefi ai acestui minister, Aurel Novac și Paul Teodoru, devin lipsite de conținut juridic fără existența vreunui prejudiciu.
De altfel, calculele expertizei susțin că, prin vinderea celor 16 nave, Statul Român nu doar că nu a ieșit în pierdere, dar evitând prin această vânzare cheltuielile de întreținere a navelor, a obținut un venit net de peste 17 milioane de dolari.

### Moșia de la Nana
În 2013, spre finalul ultimului său mandat prezidențial, Traian Băsescu își dorea să se retragă din politică și să înceapă afaceri în agricultură. Cu ajutorul fiicei sale, a obținut un teren în comuna Nana din județul Călărași. Foștii săi adversari săi politici au demarat o anchetă parlamentară care în cele din urmă i-a blocat aceste planuri. Ancheta parlamentară s-a încheiat după ce Parchetul General a început să investigheze tranzacțiile prin care terenul respectiv fusese retrocedat cu 6 ani înainte ca familia Băsescu să-l cumpere. Între timp, terenul se află sub sechestru pe durata procesului.

### Colaborarea cu Securitatea
În septembrie 2019, judecătorii Curții de Apel București au stabilit, în primă instanță, că Traian Băsescu a fost colaborator al Securității ca poliție politică. CNSAS a cerut instanței să constate faptul că fostul președinte a colaborat cu Securitatea. În dosarul depus de CNSAS la instanță, prin care cere să se constate calitatea lui Traian Băsescu de colaborator al Securității, ar exista două note informative olografe, semnate cu numele de cod „Petrov”, și un document pe microfilm trimis de SRI la CNSAS în aprilie 2019. Traian Băsescu ar fi recunoscut că notele informative olografe îi aparțin.

## Distincții și decorații
- Estonia: Ordinul Crucea Terra Mariana în Grad de Colan (2011)[152]
- Letonia: Ordinul celor Trei Stele, clasa I
- Moldova: Ordinul Republicii[153]
- Moldova: Ordinul Ștefan cel Mare (2015)[154]
- Monaco: Mare Cruce a Ordinului Saint-Charles (2009)[155]
- Polonia: Ordinul Vulturul Alb